# 128° westerlengte
De  128° westerlengte op de Meridiaan van Greenwich is een lengtegraad, onderdeel van geografische positieaanduiding in bolcoördinaten. De lijn loopt vanaf de Noordpool naar de Noordelijke IJszee, Noord-Amerika, de Grote Oceaan, de Zuidelijke Oceaan en Antarctica naar de Zuidpool.
De 128° westerlengte vormt een grootcirkel met de 52° oosterlengte. De meridiaanlijn begint bij de Noordpool en eindigt bij de Zuidpool. De 128° westerlengte gaat door de volgende landen, gebieden of zeeën. 
| Land, gebied of zee | Nauwkeurigere gegevens                                                     |
| ------------------- | -------------------------------------------------------------------------- |
| Noordelijke IJszee  |                                                                            |
| Beaufortzee         | Baillie, Northwest Territories, Canada                                     |
| Canada              | Northwest Territories, Yukon, Brits-Columbia - Cunningham, Denny en Hunter |
| Canada              | Brits-Columbia - Hecate en Calvert                                         |
| Grote Oceaan        | Queen Charlotte Sound                                                      |
| Canada              | Brits-Columbia - Vancouvereiland                                           |
| Grote Oceaan        | Henderson, Pitcairneilanden                                                |
| Zuidelijke Oceaan   |                                                                            |
| Antarctica          | Niet-toegeëigend gebied in Antarctica                                      |